# Louis David
Louis David (* 1874 in Frankreich; † 1966) war ein französischer Geistlicher und römisch-katholischer Apostolischer Präfekt von Ghardaia.

## Leben
Louis David wurde im Jahre 1916 zum Apostolischen Präfekten von Ghardaia ernannt. Er bekleidete das Amt bis zu seiner Emeritierung im Jahre 1919.
David starb im Jahre 1966 im Alter von 92 Jahren.